# Tsirananaclia sucini
Tsirananaclia sucini är en fjärilsart som beskrevs av Griveaud 1964. Tsirananaclia sucini ingår i släktet Tsirananaclia och familjen björnspinnare. Inga underarter finns listade i Catalogue of Life.